# Milan Alexandru Florian
Milan Alexandru Florian (Kolozsvár, 1937. december 22. – Kolozsvár, 2004. március 27.) romániai festő és grafikus.

## Életpályája
Milan Alexandru Florian eredeti családneve Reinfeld volt, korai grafikáit és festményeit Reinfeld aláírással jegyezte. Majd édesanyja Florian családnevét vette fel, s művész neve így lett Florian Milan Alex. Érett korszakának festményei már mind Florian néven szerepelnek. Egy kolozsvári német származású jegyzőnek volt az unokája. Édesanyja Magyarországon született, anyai részről a nagymama cseh lány volt. Milán anyanyelve valójában a magyar volt, de a multikulturális családi és urbánus környezetben mind a román, mind a német nyelvet anyanyelvi szinten beszélte, román, magyar, német barátai egyaránt voltak. Kicsit csehül is tudott, hiszen a nyarakat testvérével a nagymamánál, Bohémiában töltötték.
A kolozsvári Ion Andreescu Képzőművészeti Főiskolán végzett 1963-ban grafika szakon, tanárai voltak Teodor Harsina, Anton Lazar, Kádár Tibor, Andrásy Zoltán. Szabad szellemi foglalkozású grafikus és festő lett, 1969-től professzionista státussal a Romániai Képzőművészek Szövetségének tagja, később a Szövetség megyeközi fiókjának tagja volt. 1970-ben Gergely István szobrászművésszel együtt elvállalta és kivitelezte a kolozsvári Diákművészeti Ház belső térdíszítését.
Kezdetben hatalmas kísérletező kedv jellemezte grafikáit és festményeit, míg megtalálta a saját egyéni stílusát. Nagyon sokszor hónapokra eltűnt az erdélyi magyar és román falvakban, s csak a festésnek élt. Szülővárosában, ahol az életét leélte, kedvenc tartózkodási helye a falu-múzeum volt, az volt az ő nyugalmas szigete meg a Szent Mihály-templom. Zenész öccsének emigrációba vonulása miatt 15 évig (1970-1985) nem mehetett ki Romániából, de festményeivel szerepelt a külföldön rendezett román képzőművészeti kiállításokon Jugoszláviában, Kínában, Vietnámban, Spanyolországban.
Számos romániai kiállítása után első átütő sikerét 1981-ben aratta a bukaresti GAMB galériában miniatűr festményeivel. A 11×11–15×15 cm-es olajjal és temperával festett miniatúrák kapóra jöttek a városi kis lakásokban lakók művészeti igényeinek kielégítésében. Az a szürreális valóság, amely színesen és sokszor apokaliptikus hangulattal átitatva megjelent életképeiben, tájképeiben, csendéleteiben és portréiban, közel hozta valamennyi romániaihoz az erdélyi tájat, életformát és hangulatot. Az itt és most, de egy kicsit más is, más volt, más lesz, s mindezt festette folyamatosan haláláig. Esztétikai, filozófiai, művészetelméleti tanulmányai egyre érettebb, szimbolikus alkotásokat hoztak. Mind Romániában, mind Magyarországon, Németországban, Belgiumban sikerrel mutatta be alkotásait. Képei számos állami- és magángyűjteményben megtalálhatóak hazájában és külföldön. A szerző örült annak, hogy képei számos helyen jelen vannak, s sok ember látja azokat, jelesebb alkotásait sem tartotta magánál. Műhelyének falán is leggyakrabban művésztársainak alkotásai voltak láthatók. Mutatja ezt az a fényképe is, melyet az utókornak szánt. S. Muzsnai Magda ezeket írta a festőről és grafikusról a kolozsvári Szabadság című napilap 2002. április 6-i számában:
"...Milan Floriánnak a 25. kiállítása nyílt meg a Romániai Képzőművészek Szövetsége besztercei galériájában.
Járt-e már Besztercén? — kérdeztem a művészt. Igen — hangzik a válasz —, de mindig ecsettel vagy ceruzával. Így került be a mostani anyagokba besztercei téma is. Próbáltam a régi mesterek, céhek, manufaktúrák városának utolérhetetlen hangulatát felidézni. Ezenkívül hálás témának bizonyult a szennyeződés, erdőn, mezőn, vízben. Persze, nem maradtam hűtlen a csendéletekhez sem — hegyek, völgyek, virágok, kis állatfajok (rákok) szerepeltetésével —, zárta a szűkszavú bemutatást a művész.
A most kiállított anyag teljesen új. Nem is kerülhetett bele régi, mivel Milan Florián hamar megválik tôlük. Miniatúrái népszerűek. Neve Bukaresttől Athénig, Magyarországtól Kanadáig ismert...."
Élete utolsó évtizedében a magyarországi képzőművészekkel is tartotta a kapcsolatot, több alkotó táborban vett részt: Keszőhidegkút (1997), Vaja (1998), Gyula (1999), Mártély (2000). 2000-ben Szegeden is járt, ahol Szekeres Ferenc grafikussal találkozott.

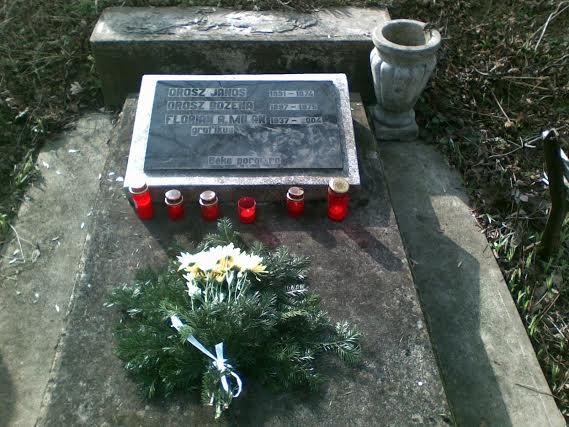
Milan Alexandru Florian síremléke a Házsongárdi temetőben.

2004-ben rákbetegségben halt meg, a kolozsvári Házsongárdi temetőben helyezték örök nyugalomra.

### Csendéletek

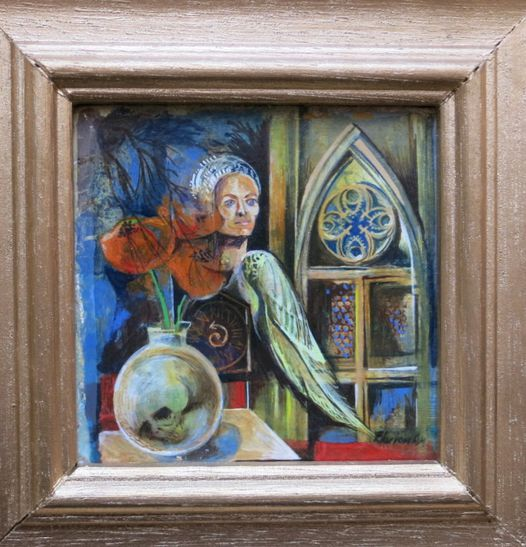
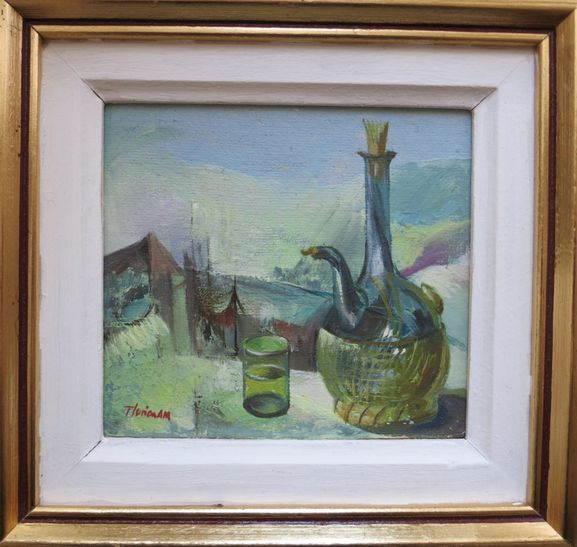
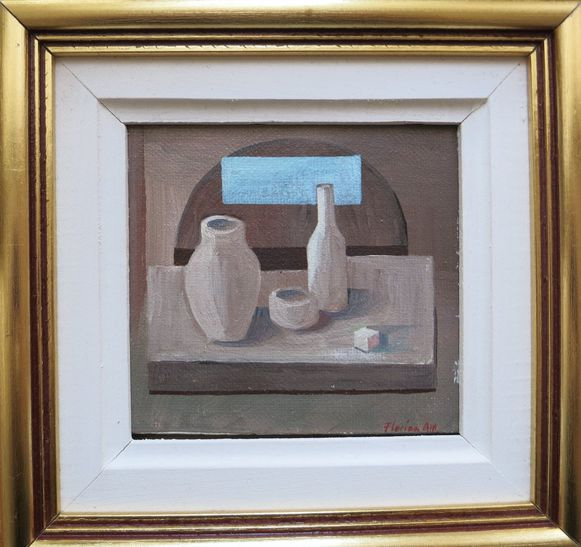
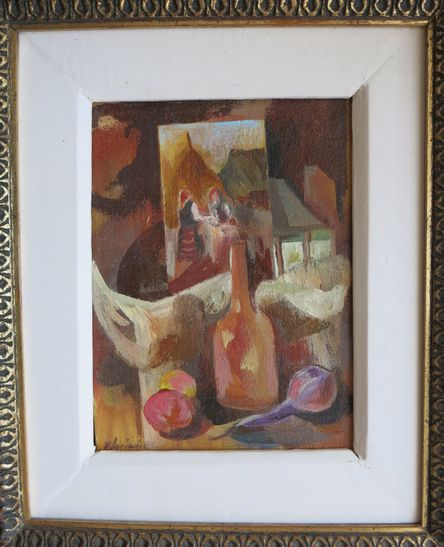

## Egyéni kiállításai (válogatás)
- 1966 Fondul Plastic Kis Galéria, Kolozsvár
- 1971 Fondul Plastic Kis Galéria, Kolozsvár
- 1971 Petőfi Sándor Kultúrház, Bukarest
- 1972 Művészetek Háza, Nagyszeben
- 1973 Apollo Galéria, Bukarest
- 1975 Fondul Plastic Kis Galéria, Kolozsvár
- 1979-1981 Igazság szerkesztőség, Filo Galéria, Egyetemiek Háza Galéria, Akadémiai Könyvtár Galéria
- 1981 Galeriade Arta a Municipiului Bucuresti (GAMB Bukarest város művészeti galériája)
- 1984 Galeriade Arta a Municipiului Bucuresti (GAMB Bukarest város művészeti galériája)
- 1985 Abend Galerie-Bocksmauer, Osnabrück, Németország
- 1991 Bortier Galéria, Brüsszel
- 1993 Kis Galéria, Kolozsvár
- 1994 Kis Galéria, Kolozsvár
- 1995 Niestetal-Kassel, Németország
- 1996 Kis Galéria, Kolozsvár
- 1996 Német útirajzok, Német kulturális centrum, Kolozsvár
- 1996 Erdélyi tájak Sima Paul Galéria, Kolozsvár
- 1998 Haász Rezső Múzeum, Székelyudvarhely
- 1999 Kis Galéria, Kolozsvár
- 2002 Romániai Képzőművészek Szövetsége besztercei galeriája, Beszterce

## Csoportos kiállításai (válogatás)
- 1969 Országos Grafikai Szalon, Bukarest
- 1973 Országos Grafikai Szalon, Bukarest
- 1973 Rajztanárok országos kiállítása, Bukarest
- 1979 Országos Ex libris kiállítás, Craiova[2]

## Csoportos román képzőművészeti kiállítások külföldön
- 1970-1985 Jugoszlávia
- Kína
- Vietnám
- Spanyolország[3]

## Illusztrált könyv
- Kovács Nemere: Táborozók könyve. Florian Milan Alexandru rajzaival. Bukarest: Kriterion Könyvkiadó, 1974, 276 p.[4]

## Társasági tagság
- Romániai Képzőművészek Szövetsége (1969-től professzionista státussal[5] haláláig)

## Galéria

### Életképek

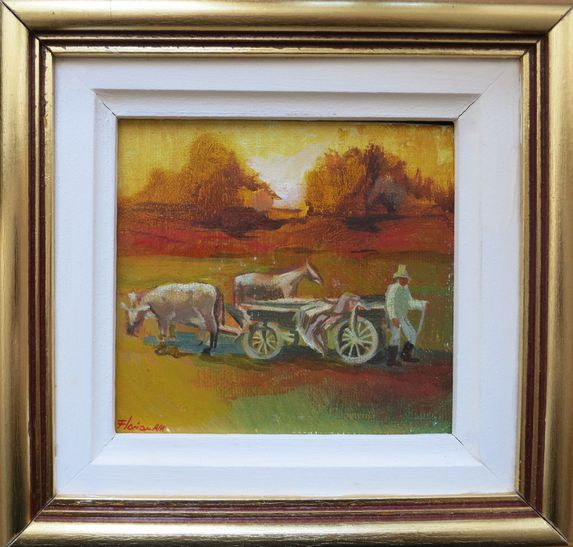
Mezőn
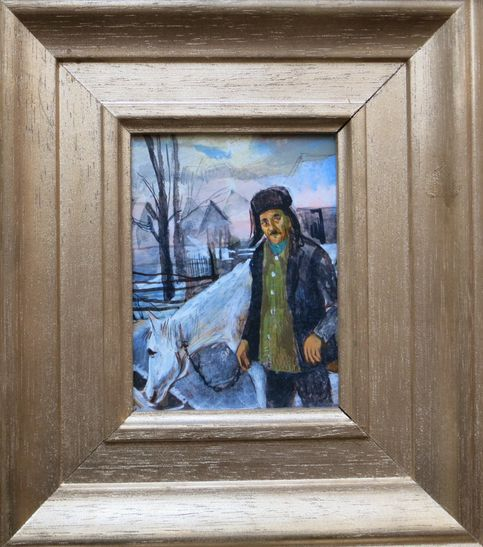
Móc férfi
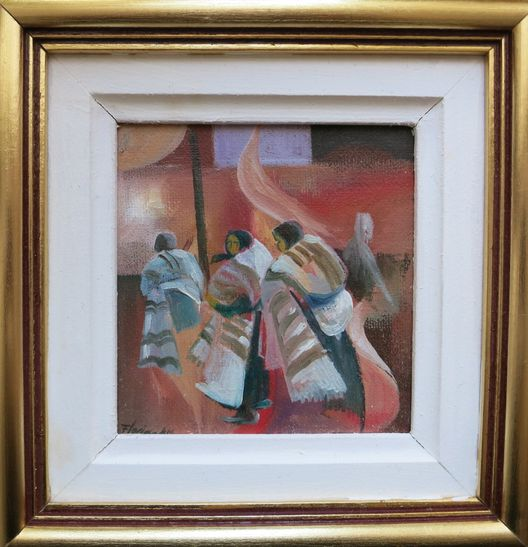
Vásárba menő asszonyok

### Fantázia-képek

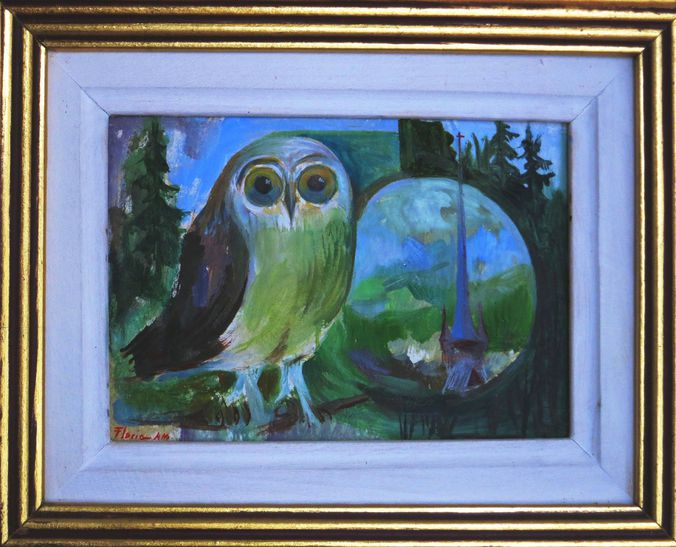
Fantázia bagollyal
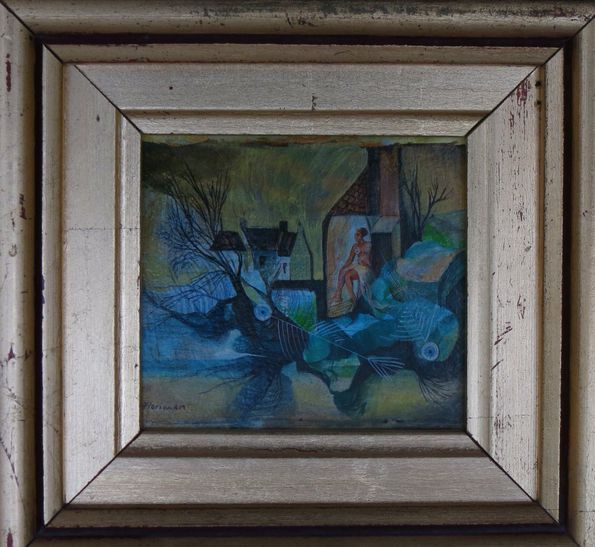
Fantázia hallal
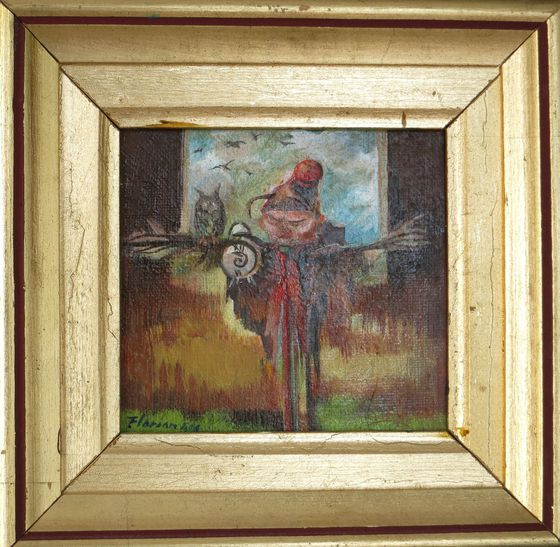
Fantázia madarakkal

### Tájképek

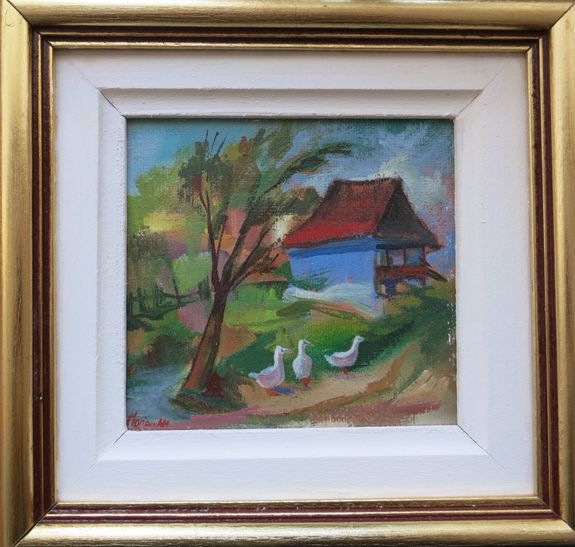
Falusi táj
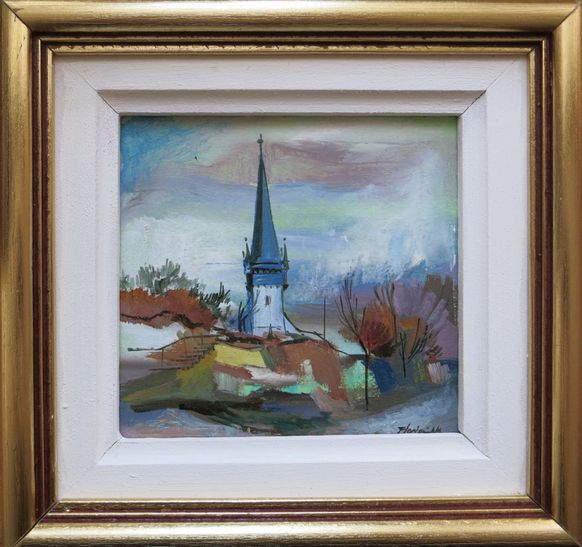
Falu (részlet)
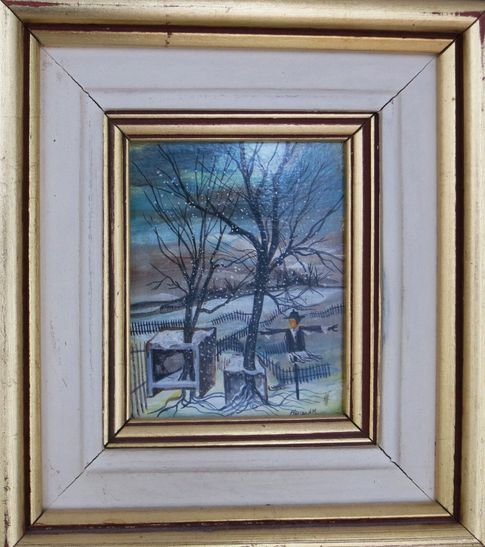
Falu télen
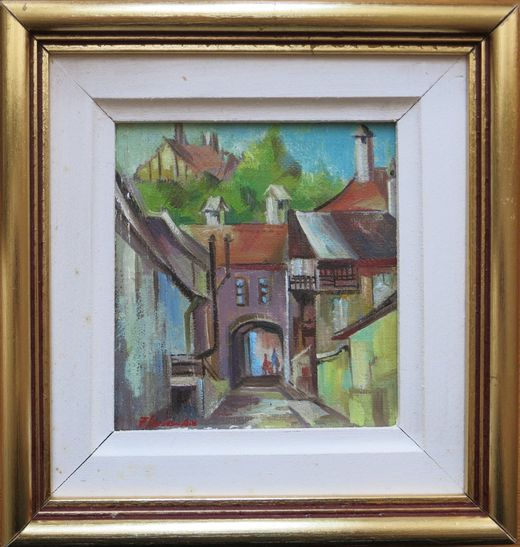
Város (részlet)

### Grafikák

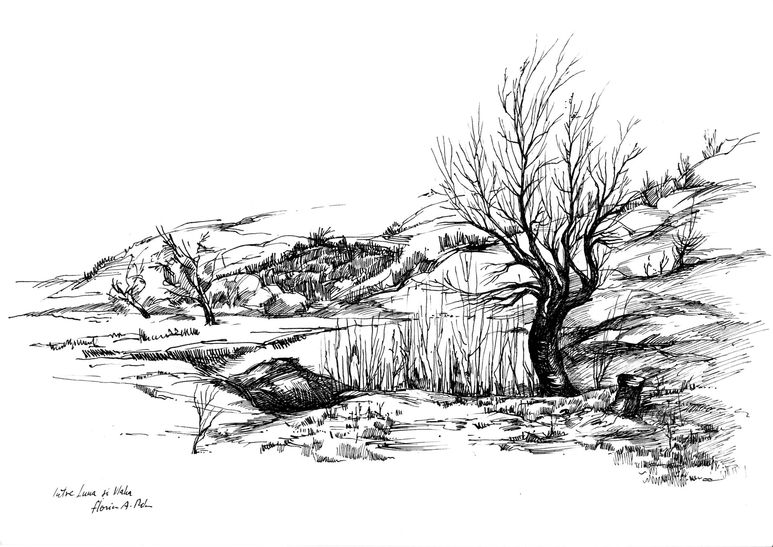
Tusrajz1
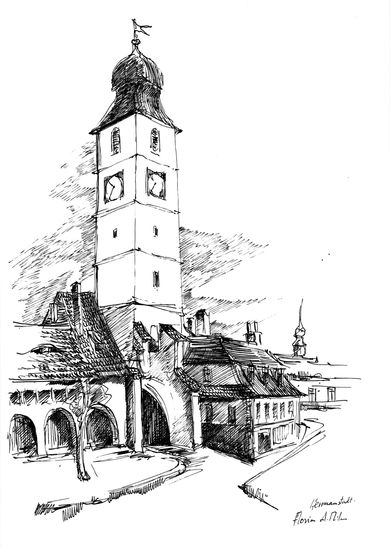
Tusrajz2
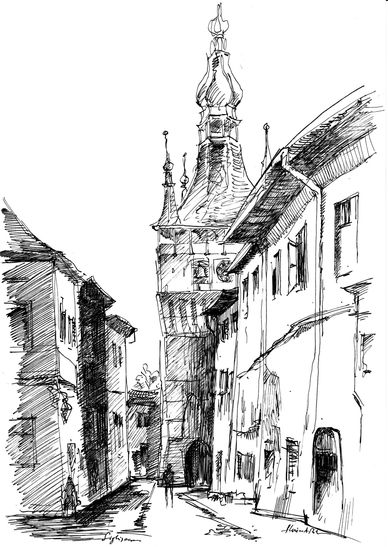
Tusrajz3
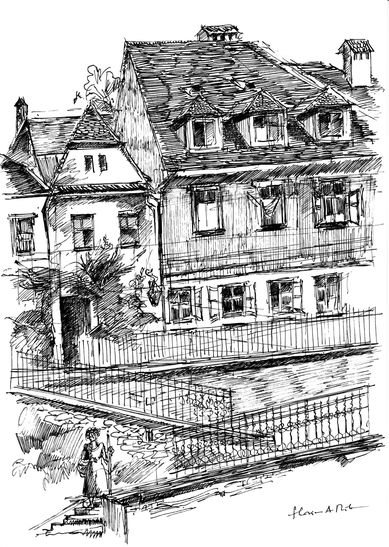
Tusrajz4